# Pascal Vanhalst
Pascal Gilbert Lieven Vanhalst (Waregem, 26 december 1969) is een Belgisch ondernemer.

## Levensloop
Pascal Vanhalst is een zoon van Paul Vanhalst, die in 1969 samen met Paul Thermote een bedrijf dat tweedehands heftrucks opkocht, herstelde en doorverkocht oprichtte. De onderneming, TVH, groeide uit tot een wereldspeler met 7.000 werknemers. In 2020 splitste de heftruckgroep in TVH Parts, TVH Equipment en Mateco. De familie Thermote bekwam 60% van TVH Parts, de overige 40% kwam in handen van Pascal Vanhalst. Vanhalst werd tevens de volle eigenaar van machinedivisie Mateco. Hij verkocht zijn aandeel in TVH Parts datzelfde jaar voor 1,17 miljard euro aan D'Ieteren.
Reeds voor de verkoop van zijn aandeel in TVH Parts was hij als ondernemer actief, voornamelijk met zijn investeringsholding Quva Invest. In 2018 kocht hij de Duitse producent van gasveren, hydraulische dempers en zuigerstangen Suspa en in 2021 het Anzegemse verpakkingsbedrijf Abriso-Jiffy, de Europees marktleider in isolatiematerialen en beschermende verpakkingsmaterialen. Na de verkoop van zijn aandeel in TVH Parts bouwde Vanhalst zijn investeringsvehikel Quva met diverse industriële participaties uit, onder meer met de Nederlandse producent van overheaddeuren ConDoor in 2021 en de Wetterse petflessenfabrikant Resilux en verfspecialist Aalterpaint in 2022. In 2023 investeerde Quva in het investeringsfonds Strada Partners. In 2024 nam hij via Aalterpaint het Gentse Liber Paints over.
Samen met de West-Vlaamse vastgoedgroepen Danneels en Group Monument kocht Vanhalst in 2021 de Arsenaalsite in Gent van de NMBS. In 2022 werd hij meerderheidsaandeelhouder van de familiale wijnhandel Crombé Wines. In 2023 stapte hij in het kapitaal van Octoo, een ontwikkelaar van user interfaces voor de industrie.
Hij staat bekend om zijn discretie. Hij investeert uitsluitend in industriële, niet-beursgenoteerde bedrijven. De bedrijven in zijn portefeuille waren in 2022 goed voor 2,1 miljard euro omzet.